# Financijska agencija
Financijska agencija, skraćeno Fina, vodeća je hrvatska tvrtka na području pružanja financijskih i elektroničkih usluga. 
Finina poslovna mreža slijedi logiku i intenzitet gospodarske aktivnosti. Operativni se poslovi obavljaju kroz sustav koji se sastoji od četiri regionalna centra (Zagreb, Split, Rijeka i Osijek).

## Povijest
Financijska agencija pod ovim imenom djeluje od siječnja 2002. godine, ali iza sebe ima polustoljetnu poslovnu tradiciju. Nasljednica je Zavoda za platni promet (ZAP), odnosno još starije Službe društvenog knjigovodstva (SDK).
Iz Službe društvenog knjigovodstva, koja je u bivšoj državi imala isključivo pravo obavljati transakcije platnog prometa u tuzemstvu, 1993. prerasta u Zavod za platni promet. ZAP se usavršava u tehnološkom i organizacijskom smislu zadržavajući monopol na području platnog prometa sve do 2002. godine. Iznimno visok stupanj zadovoljstva klijenata i izrazito pozitivne ocjene domaćih i inozemnih institucija, doprinijeli su da ZAP stekne vrhunsku reputaciju na financijskom tržištu.
Početkom 2002. godine donesen je Zakon o Financijskoj agenciji, kojom ta institucija u vlasništvu države nasljeđuje prava, obveze i imovinu bivšeg ZAP-a, nastavljajući u tržišnom okruženju oblikovati svoju poslovnu politiku.
Što je Fina i koje usluge pruža. 

## Uprava
- Dražen Čović, predsjednik Uprave

## Nadzorni odbor
- Ivana Radeljak Novaković, predsjednica Nadzornog odbora
- Milan Kovač, zamjenik predsjednice Nadzornog odbora
- Davor Kalinić, član Nadzornog odbora
- dr. sc. Davor Mikulić, član Nadzornog odbora
- Damir Felak, član Nadzornog odbora

## Vanjske poveznice
- Službena web stranica  Arhivirana inačica izvorne stranice od 17. listopada 2003. (Wayback Machine)
- Zakon o Financijskoj agenciji
- LinkedIn profil Fine[neaktivna poveznica]
- Youtube profil Fine